# Mission Extension Vehicle
Das Mission Extension Vehicle (MEV) ist ein nachrüstbarer Antrieb für geostationäre Satelliten, deren Treibstoffvorrat zur Neige geht. Es handelt sich um das erste unbemannte On-Orbit-Servicing-System, das nach einigen Jahrzehnten der Forschung und Entwicklung auf diesem Gebiet einsatzreif ist. Das MEV wurde in den 2000er Jahren von Mitarbeitern des US-amerikanischen Industriekonzerns Alliant Techsystems (ATK) erfunden. Nach diversen Firmenübernahmen wird es heute von dem Northrop-Grumman-Tochterunternehmen Space Logistics LLC hergestellt und vertrieben.

## Geschichte
Die Idee für ein solches Satellitenwartungssystem entstand nach Aussage eines Space-Logistics-Managers Mitte der 2000er Jahre bei ATK. 2009 begann das Unternehmen mit der Entwicklung des MEV. Zur Kommerzialisierung des Projekts gründete man 2011 gemeinsam mit dem Satellitenkommunikationsanbieter U.S. Space das Joint Venture Vivispace; U.S. Space war dabei für Marketing und Missionsmanagement zuständig.
Durch eine Fusion mit der Orbital Sciences Corporation im Jahr 2015 gewann die Raumfahrtsparte von ATK einen finanzstarken neuen Partner, der das MEV-Projekt forcierte. ATK ließ daraufhin die Kooperation mit U.S. Space zerbrechen: Trotz Protests und schließlich gerichtlicher Klage von U.S. Space wurde – mit Erfolg – eine Vertragsklausel aktiviert, nach der das Projekt bei Nichterreichen bestimmter Vermarktungsziele vollständig an ATK beziehungsweise die neu entstandene Orbital ATK fiel. Letztere wurde später von Northrop Grumman übernommen und in Northrop Grumman Innovation Systems umbenannt (seit 2020: Northrop Grumman Space Systems).
2016 begann die Planung eines ersten Einsatzes unter dem Missionsnamen MEV-1. Bald darauf konnte Intelsat mit dem Fernsehsatelliten Intelsat 901 als Kunde gewonnen werden. Intelsat 901 war 2001 in Betrieb gegangen und hatte seine geplante Lebensdauer von 13 Jahren bereits überschritten. Mit dem MEV als neuem Antrieb sollte der Satellit noch für mindestens fünf weitere Jahre nutzbar sein. Das Antriebsvehikel wurde am 9. bis 10. Oktober 2019 mit einer Proton/Bris-M-Rakete vom Kosmodrom Baikonur aus auf den Weg gebracht. An Bord desselben Flugs war auch ein neuer Eutelsat-Kommunikationssatellit, sodass die Startkosten geteilt werden konnten. Am 25. Februar 2020 dockte das MEV erfolgreich an Intelsat 901 an, und im April 2020 erreichten beide zusammen ihre geplante neue geostationäre Position bei 27,5° West.
Bereits im Jahr 2018 hatte Intelsat ein zweites Mission Extension Vehicle geordert. Es wurde am 15. August 2020 mit einer Ariane 5 vom Raumfahrtzentrum Guayana aus unter dem Missionsnamen MEV-2 gestartet, zusammen mit zwei Kommunikationssatelliten. Am 12. April 2021 gelang die Kopplung des zweiten MEV an den Satelliten Intelsat 10-02. Sie fand direkt in dessen Betriebsorbit und ohne Betriebsunterbrechung statt.
Als Nachfolgesystem entwickelte Northrop Grumman das Mission Robotic Vehicle (MRV, ursprünglich „Mission Service Vehicle“). Dieses besitzt zusätzlich einen Roboterarm und ist vielseitiger einsetzbar. Es sollte erstmals 2025 verwendet werden, um die Nutzungsdauer des Fernsehsatelliten Optus D3 zu verlängern. Da sich die Fertigstellung des MRV verzögerte, wurde stattdessen das erste MTV nach dem Betriebsende von Intelsat 901 von diesem abgekoppelt, um als Antrieb für Optus D3 zu dienen.

## Funktionsweise
Die Lebensdauer von Satelliten ist durch Alterung und Verschleiß der technischen Systeme begrenzt. Häufig endet der Einsatz jedoch (planmäßig) durch Aufbrauchen des mitgeführten Treibstoffs, der zur Lageregelung und für Bahnmanöver verwendet wird, während die Nutzlast noch funktionsfähig ist. Mit dem MEV soll in diesem Fall die Betriebsdauer des Satelliten verlängert werden. Es wird dazu mit einer Trägerrakete in eine Erdumlaufbahn gebracht und fliegt von dort den Satelliten an, an den es dauerhaft andockt. Fortan ersetzt es dessen internen Antrieb.
Das Docking läuft planmäßig wie folgt ab: Das MEV wird in eine geostationäre Transferbahn gestartet – einen hochelliptischen Orbit mit einer Perigäumshöhe von wenigen hundert und einer Apogäumshöhe von etwa 36.000 Kilometern. Mit eigenem Antrieb hebt es das Perigäum allmählich an, bis nach dreieinhalb Monaten eine kreisförmige geostationäre Bahn erreicht ist. Eventuell hebt auch der Zielsatellit seine Bahn ein wenig an, sodass beide sich dann etwas oberhalb des geostationären Bereichs und damit in sicherer Entfernung von den übrigen dort vorhandenen Satelliten annähern. Die weitere Annäherung verläuft etappenweise, indem das MEV sogenannte Hold Points in 80, 20 und einem Meter Entfernung von dem Satelliten ansteuert. Dort hält es jeweils inne, bis geprüft und bestätigt ist, dass der Anflug planmäßig verläuft. Schließlich fährt das Vehikel einen Kopplungsarm aus und in die Triebwerksdüse des Satelliten ein. Der Arm greift das Triebwerk von innen und wird danach wieder eingezogen, bis beide Raumflugkörper fest miteinander verbunden sind. Falls eine Kopplungsbahn oberhalb des geostationären Bereichs gewählt wurde, bewegt sich der Satellit schließlich mit dem neuen Antrieb zurück zu einer geostationären Position, bevor er wieder in Betrieb geht.
80 % der heute im Einsatz stehenden geosynchronen Kommunikationssatelliten besitzen ein Triebwerk, dessen mechanischer Aufbau mit dem MEV-Kopplungssystem kompatibel ist.

## Technischer Aufbau
Das Mission Extension Vehicle basiert auf dem GeoStar-3-Satellitenbus von Orbital Sciences, das heißt, es hat selbst die Form eines Satelliten. Als Hauptantrieb verwendet es effiziente Ionentriebwerke mit dem Edelgas Xenon als Stützmasse. Man spricht auch von einem „elektrischen Antrieb“, weil das Gas durch elektrischen Strom ionisiert wird; als Spannungsquelle dienen Photovoltaikmodule.
Da ein Ionenantrieb nur geringen Schub erzeugt, ist insbesondere für das Koppelmanöver, welches schnelle Reaktionen erfordert, ein zusätzlicher konventioneller Antrieb mit Hydrazin als Treibstoff vorhanden. Zur Überwachung des Anflugs werden Kameras und ein Lidar-System eingesetzt.

## Missionen
Stand: 20. Juni 2023
Alle Datumsangaben beziehen sich auf die koordinierte Weltzeit (UTC).
| Mission | Satellit       | Satellitenstart | MEV-Start       | Kopplung         | Abkopplung    | Status          |
| ------- | -------------- | --------------- | --------------- | ---------------- | ------------- | --------------- |
| MEV-1   | Intelsat 901   | 9. Juni 2001    | 9. Oktober 2019 | 25. Februar 2020 | 5. April 2025 | Mission beendet |
| MEV-1   | Optus D3       | 21. August 2009 | 9. Oktober 2019 | 2025 (geplant)   |               | im Anflug       |
| MEV-2   | Intelsat 10-02 | 16. Juni 2004   | 15. August 2020 | 12. April 2021   |               | in Betrieb      |